# 新・忍びの者
『新・忍びの者』（しん・しのびのもの）は、1963年12月28日に大映が配給した、森一生監督による時代劇映画である。市川雷蔵主演の忍びの者シリーズ全8作のうち、第3弾。

## 概要
前作『続・忍びの者』が当たったことから、最後に処刑されたはずの石川五右衛門が実は生きていたという説定で製作された作品である。市川雷蔵は前作『続・忍びの者』で死んだはずの五右衛門を自身の意に反し、大映の意向で再び演じなければならない苦悩を支援者向けの会報で述べている。前作までの監督だった山本薩夫も続編の製作に気が進まず降板し、森一生が代わって監督を務めている。

## あらすじ
石川五右衛門は豊臣秀吉により処刑されるところであったが、徳川家康家臣の服部半蔵により助け出された。家康は五右衛門に秀吉を暗殺を促す。

## キャスト
- 石川五右衛門：市川雷蔵
- 淀君：若尾文子
- 豊臣秀次：成田純一郎
- 石田三成：北原義郎
- 名張の犬八[5]：杉田康[6]
- 赤目の仙吉[5]：中村豊[6]
- 服部半蔵：伊達三郎
- 豊臣秀吉：東野英治郎
- 北政所：細川ちか子
- 徳川家康：三島雅夫
- 木村常陸介：嵐三右衛門
- 本多忠勝：水原浩一
- 真田幸村：原聖四郎
- ：南条新太郎
- ：杉山昌三九

## スタッフ
- 監督 : 森一生
- 製作 : 永田雅一
- 企画 :  伊藤武郎
- 原作 : 村山和義
- 撮影 : 今井ひろし
- 美術 : 太田誠一
- 音楽 : 渡辺宙明
- 編集 : 谷口孝司
- 脚本 : 高岩肇

## 併映作品
- 『悪名一番』

## 市川雷蔵主演 忍びの者シリーズ
- 忍びの者（1962年、監督：山本薩夫）
- 続・忍びの者（1963年、監督：山本薩夫）
- 新・忍びの者（1963年、監督：森一生）
- 忍びの者 霧隠才蔵（1964年、監督：田中徳三）
- 忍びの者 続・霧隠才蔵（1964年、監督：池広一夫）
- 忍びの者 伊賀屋敷（1965年、監督：森一生）
- 忍びの者 新・霧隠才蔵（1966年、監督：森一生）
- 新書・忍びの者（1966年、監督：池広一夫）